# Karen Dotrice
Karen Dotrice (Guernsey, 9 novembre 1955) è un'attrice britannica, nota soprattutto come attrice bambina per l'interpretazione nel film Mary Poppins e in altri film della Disney, e quindi come attrice televisiva.

## Biografia
Figlia di due attori di teatro, Roy e Katherine Newman, ha due sorelle, Michele e Yvette, entrambe attrici. Debutta all'età di 4 anni in teatro in una produzione de Il cerchio di gesso del Caucaso di Bertolt Brecht. All'età di otto anni partecipò come protagonista al film prodotto dalla Walt Disney's production Le tre vite della gatta Tomasina (1964), dove anche il piccolo Matthew Garber aveva una parte di rilievo.
I due attori bambini vennero quindi scelti insieme per interpretare i figli di George Banks (David Tomlinson) e Winifred Banks (Glynis Johns) nel film Mary Poppins (1964), film che ricevette grande successo di pubblico e critica, e plauso generale anche per il ruolo e le interpretazioni dei due bambini. Nel 1967 Dotrice e Garber si ritrovarono ancora insieme nel film La gnomo mobile, come i due nipoti di un ricco uomo d'affari (Robert Stevenson). Il film tuttavia non ebbe eguale successo e Dotrice e Garber non interpretarono più altri ruoli da bambini. Nel 2018 le viene assegnato un cameo ne Il ritorno di Mary Poppins, sequel del celebre film, in cui interpreta una passante.

### Televisione
Negli anni settanta Dotrice riprese la carriera come attrice televisiva, partecipando a numerose miniserie. Fu Désirée Clary in Napoleon and Love (1974), Lily Hawkins in sei episodi della quinta stagione di Su e giù per le scale (Upstairs, Downstairs) (1975), e Maria Beadnell in Dickens of London (1976). Ebbe parti anche nei film Joseph Andrews (1977) e I 39 scalini (1978).
Dopo aver interpretato nel 1981 il ruolo di Desdemona in teatro nel Warner Theatre Production di Otello, si ritirò dalle scene per dedicarsi alla vita privata. È stata sposata con l'attore Alex Hyde-White dal 1986 al 1992 e dalla loro unione nacque un figlio, Garrick, nato nel 1990. Nel 1994 sposò il produttore Ned Nalle e diede alla luce altri due figli, Isabella (1995) e Griffin (1996).
Negli anni novanta lavorò alla realizzazione del dialogo nei film Disney La sirenetta (The Little Mermaid), La bella e la bestia (Beauty and the Beast) e Pocahontas. Nel 2004 venne proclamata Disney legend, così come Matthew Garber, benché questi fosse già deceduto nel 1977. Nel 2005 torna alla televisione con un piccolo ruolo nella miniserie Young Blade e nel 2009 nel documentario The Boys: La storia dei fratelli Sherman.

## Filmografia

### Cinema
- Le tre vite della gatta Tomasina (The Three Lives of Thomasina), regia di Don Chaffey (1964)
- Mary Poppins, regia di Robert Stevenson (1964)
- La gnomo mobile (The Gnome-Mobile), regia di Robert Stevenson (1967)
- Joseph Andrews, regia di Tony Richardson (1977)
- I 39 scalini (The Thirty Nine Steps), regia di Don Sharp (1978)
- Il ritorno di Mary Poppins (Mary Poppins Returns)[3], regia di Rob Marshall (2018)

### Televisione
- Sir Arthur Conan Doyle – serie TV, episodio 1x13 (1967)
- A Picture of Katherine Mansfield – serie TV, episodio 1x12 (1973)
- Napoleon and Love, regia di Derek Bennett, Reginald Collin, Jonathan Alwyn e Don Leaver – miniserie TV (1974)
- Bellamira, regia di Robert Knights – film TV (1974)
- Su e giù per le scale (Upstairs, Downstair) – serie TV, 6 episodi (1975)
- Dickens of London, regia di Marc Miller e Michael Ferguson – miniserie TV (1976)
- Jackanory Playhouse – serie TV, episodio "The Princess and the Hedgehog" (1977)
- She Fell Among Thieves, regia di Clive Donner – film TV (1978)
- Voyagers! - Viaggiatori del tempo (Voyagers!) – serie TV, episodio 1x07 (1975)
- Young Blades – serie TV, episodi 1x10-1x13 (2005)

## Doppiatrici italiane
- Myriam Catania in Le tre vite della gatta Tomasina
- Liliana Sorrentino in Mary Poppins
- Federica De Bortoli in La gnomo mobile

## Riconoscimenti
- Evening Standard British Film Awards come migliore attrice esordiente (1979)
- Disney Legends (2004)